# Psammodromus jeanneae
Psammodromus jeanneae är en ödleart som beskrevs av Busack, Salvador och Lawson 2006. Psammodromus jeanneae ingår i släktet sandlöpare och familjen lacertider. Inga underarter finns listade i Catalogue of Life. TIGR Reptile Database listar populationen som en synonym till Psammodromus algirus. Artepitetet hedrar Jeanne A. Visnaw som var maka till Stephen A. Busack - en av zoologerna som beskrev arten.
Exemplaren blir utan svans 54 till 77 mm långa, huvudet är 8,5 till 12 mm brett och 14 till 18 mm långt. De har en olivbrun grundfärg. Antalet blåa fjäll nära ögonen är endast fyra.
Arten förekommer i östra Spanien och södra Frankrike. Habitatet utgörs av öppna barrskogar, buskskogar och sanddyner.
För beståndet är inga hot kända. Hela populationen bedöms som stabil. IUCN kategoriserar arten globalt som livskraftig.